# (20839) Bretharrison
(20839) Bretharrison (2000 US55) – planetoida z grupy pasa głównego asteroid okrążająca Słońce w ciągu 4,44 lat w średniej odległości 2,7 j.a. Odkryta 24 października 2000 roku.